# Hamrånge socken
Hamrånge socken i Gästrikland ingår sedan 1971 i Gävle kommun och motsvarar från 2016 Hamrånge distrikt.
Socknens areal är 374,30 kvadratkilometer, varav 345,70 land. År 2000 fanns här 3 648 invånare. Tätorten Bergby med kyrkbyn Berg och Hamrånge kyrka ligger i denna socken, liksom även tätorten Norrsundet och småorterna Hagsta respektive Berg och Sjökalla. I samma tätort som Bergby ingår sedan 2015 Hamrångefjärden och Totra.

## Administrativ historik
Hamrånge socken har medeltida ursprung. 
Vid kommunreformen 1862 övergick socknens ansvar för de kyrkliga frågorna till Hamrånge församling och för de borgerliga frågorna bildades Hamrånge landskommun. Landskommunen inkorporerades 1969 i Gävle stad som 1971 ombildades till Gävle kommun.
1 januari 2016 inrättades distriktet Hamrånge, med samma omfattning som församlingen hade 1999/2000.
Socknen har tillhört fögderier, tingslag och domsagor enligt vad som beskrivs i artikeln Gästrikland.  De indelta båtsmännen tillhörde Första Norrlands förstadels båtsmanskompani.

## Geografi
Hamrånge socken ligger vid kusten norr om Gävle, kring Hamrångeån, med Viksjön/Storsjön i väster och sjön Hamrångefjärden i öster. Socknen har odlingsbygd vid ån och vid sjöarna och skogsbygd i övrigt.

### Byar
- Axmar bruk
- Axmar by
- Berg/Bergby
- Fors
- Hagsta
- Hamrångefjärden
- Häckelsäng
- Höjen
- Katrineholm, Gästrikland
- Medskog
- Norrtjärn
- Norrsundet
- Nybo
- Råhällan
- Sjökalla
- Sundsmar
- Torslunda
- Totra
- Vifors
- Vi
- Viksjö
- Vittersjö
- Västerberg
- Åbyn
- Östmyra

## Namnet
Namnet (1344 Hambrunge) innehåller förleden hammar, 'stenig höjd, stenbacke' syftande på bergryggen i centrala bygden. Efterleden är inge, 'inbyggare', vilket ger tolkningen 'de som bor på/vid hammaren', hambrungar.

## Historik
Från bronsåldern finns gravrösen, från järnåldern gravar och en storhög vid Axmar. En runristning har noterats.
Socknen var en del av  "Järnriket" med ett flertal järnbruk belägna i bland annat Axmar bruk, Vifors bruk och Viksjö bruk.
Den 18 maj 1721 brändes och skövlades flertalet av bygdens gårdar vid de ryska härjningarna längs Norrlandskusten.

## Befolkningsutveckling
| Befolkningsutvecklingen i Hamrånge socken 1750–1990                                                      | Befolkningsutvecklingen i Hamrånge socken 1750–1990 | Befolkningsutvecklingen i Hamrånge socken 1750–1990 | Befolkningsutvecklingen i Hamrånge socken 1750–1990 | Befolkningsutvecklingen i Hamrånge socken 1750–1990 |
| --- | --------------------------------------------------- | --------------------------------------------------- | --------------------------------------------------- | --------------------------------------------------- |
| |                                                     |                                                     |                                                     |                                                     |
| År |                                                     |                                                     | Folkmängd                                           |                                                     |
| 1750 | 1750                                                |                                                     | 960                                                 |                                                     |
| 1760 | 1760                                                |                                                     | 1 092                                               |                                                     |
| 1769 | 1769                                                |                                                     | 1 198                                               |                                                     |
| 1780 | 1780                                                |                                                     | 1 215                                               |                                                     |
| 1790 | 1790                                                |                                                     | 1 274                                               |                                                     |
| 1800 | 1800                                                |                                                     | 1 332                                               |                                                     |
| 1810 | 1810                                                |                                                     | 1 411                                               |                                                     |
| 1820 | 1820                                                |                                                     | 1 526                                               |                                                     |
| 1830 | 1830                                                |                                                     | 1 750                                               |                                                     |
| 1840 | 1840                                                |                                                     | 2 042                                               |                                                     |
| 1850 | 1850                                                |                                                     | 2 260                                               |                                                     |
| 1860 | 1860                                                |                                                     | 2 467                                               |                                                     |
| 1870 | 1870                                                |                                                     | 2 699                                               |                                                     |
| 1880 | 1880                                                |                                                     | 3 256                                               |                                                     |
| 1890 | 1890                                                |                                                     | 3 220                                               |                                                     |
| 1900 | 1900                                                |                                                     | 4 255                                               |                                                     |
| 1910 | 1910                                                |                                                     | 4 752                                               |                                                     |
| 1920 | 1920                                                |                                                     | 4 487                                               |                                                     |
| 1930 | 1930                                                |                                                     | 5 412                                               |                                                     |
| 1940 | 1940                                                |                                                     | 5 222                                               |                                                     |
| 1950 | 1950                                                |                                                     | 4 716                                               |                                                     |
| 1960 | 1960                                                |                                                     | 4 865                                               |                                                     |
| 1970 | 1970                                                |                                                     | 4 393                                               |                                                     |
| 1980 | 1980                                                |                                                     | 4 014                                               |                                                     |
| 1990 | 1990                                                |                                                     | 3 668                                               |                                                     |
| Anm: Källor: Umeå universitet - Tabellverket 1749-1859, Demografiska databasen, CEDAR, Umeå universitet. |                                                     |                                                     |                                                     |                                                     |